# Turn Off the Radio: The Mixtape Vol. 1
Albums de dead prez
Let's Get Free
(2000) Turn Off the Radio: The Mixtape Vol. 2: Get Free or Die Tryin'
(2003)
Turn Off the Radio: The Mixtape Vol. 1 est une mixtape de dead prez, sortie le 19 novembre 2002.
L'album s'est classé 30e au Top Independent Albums et 78e au Top R&B/Hip-Hop Albums.

## Liste des titres
| No  | Titre                          | Contient un (des) sample(s) de                                       | Durée |
| --- | ------------------------------ | -------------------------------------------------------------------- | ----- |
| 1.  | Intro                          |                                                                      | 0:56  |
| 2.  | Turn off the Radio             |                                                                      | 2:59  |
| 3.  | That's War!                    | Whoa! de Black Rob                                                   | 2:09  |
| 4.  | We Need a Revolution           |                                                                      | 2:06  |
| 5.  | B.I.G. Respect                 |                                                                      | 1:27  |
| 6.  | Hit Me, Hit Me                 |                                                                      | 0:52  |
| 7.  | Food, Clothes + Shelter, Pt. 2 |                                                                      | 2:42  |
| 8.  | Soulja Life Mentality          |                                                                      | 4:20  |
| 9.  | Get Up                         |                                                                      | 3:47  |
| 10. | Know Your Enemy                |                                                                      | 3:18  |
| 11. | It Was Written                 | It Was Written de Damian Marley featuring Stephen Marley et Capleton | 3:31  |
| 12. | No Love                        |                                                                      | 4:52  |
| 13. | Look Around                    |                                                                      | 2:21  |
| 14. | Old School-Survival            |                                                                      | 0:36  |
| 15. | Sellin' D.O.P.E.               |                                                                      | 3:24  |
| 16. | Hood News                      |                                                                      | 1:19  |
| 17. | Tho It Up                      |                                                                      | 3:06  |
| 18. | Hip Hop (RBG Mix)              | My Neck, My Back (Lick It) de Khia Break Ya Neck de Busta Rhymes     | 4:05  |